# يوسوكي هارادا
يوسوكي هارادا (باليابانية: 原田 祐輔) (مواليد 17 مايو 1991) هو لاعب كرة قدم ياباني.

## وصلات خارجية
- يوسوكي هارادا على موقع رابطة كرة القدم اليابانية للمحترفين (اليابانية)
- يوسوكي هارادا على موقع قاعدة بيانات كرة القدم.إي يو (الإنجليزية)
- يوسوكي هارادا على موقع Soccerway.com (الإنجليزية)
- يوسوكي هارادا على موقع عالم كرة القدم.نت (الإنجليزية)